# Caliris elegans
Caliris elegans är en bönsyrseart som beskrevs av Giglio-tos 1915. Caliris elegans ingår i släktet Caliris och familjen Tarachodidae. Inga underarter finns listade i Catalogue of Life.